# Georges Simenon
Georges Joseph Christian Simenon (Lieja, 13 de febrer de 1903 - Lausana, 4 de setembre de 1989) va ser un escriptor belga en llengua francesa.

## Biografia

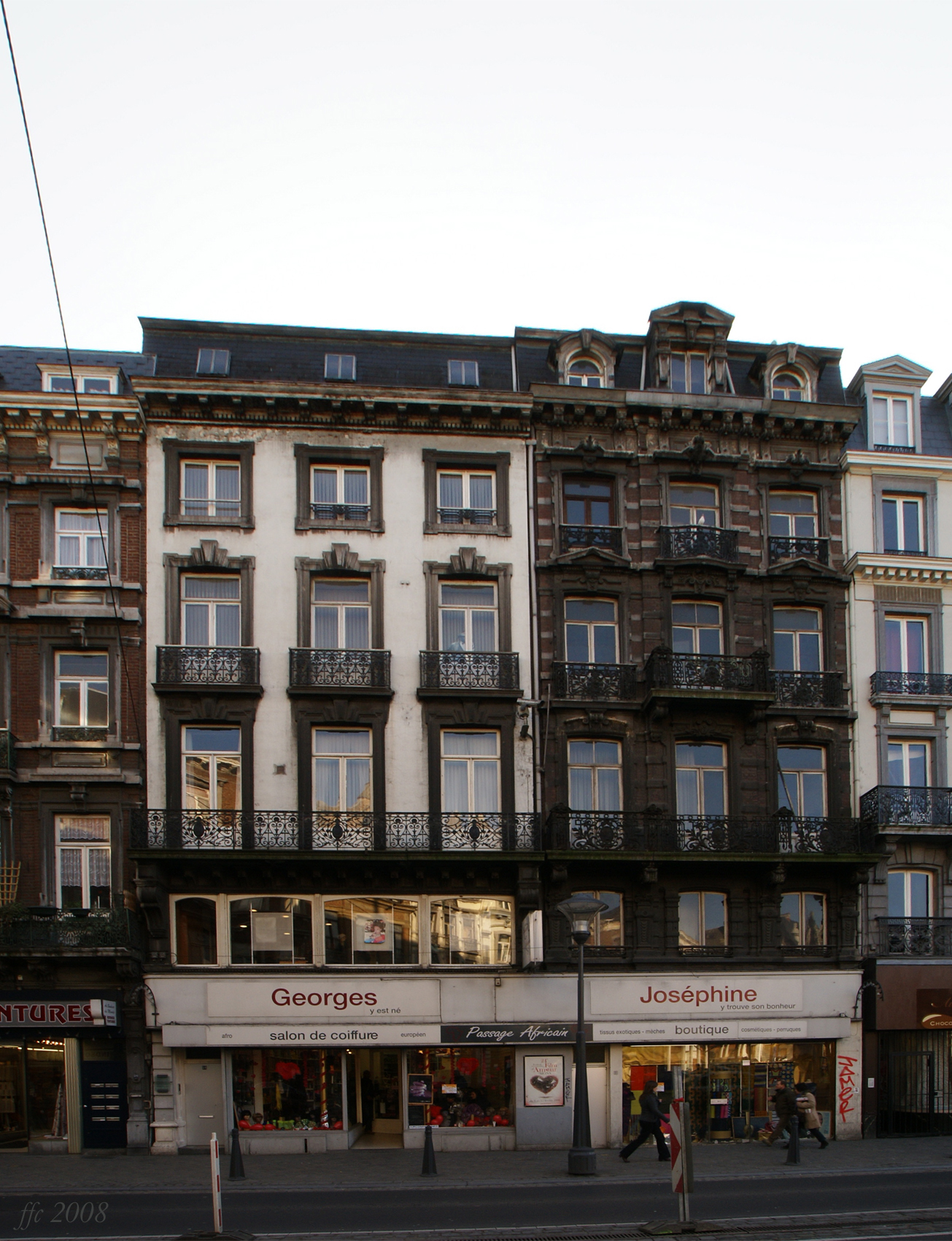
Casa natal al carrer Rue Léopold a Lieja. Va néixer al segon pis de la casa a l'esquerra «sense aigua ni gas»

Va néixer a Lieja el divendres 13 de febrer, però va ser inscrit com nascut el 12 perquè la seva mare era supersticiosa. Simenon va ser un novel·lista d'una fecunditat extraordinària, amb 192 novel·les publicades sota el seu nom i una trentena d'obres aparegudes sota 27 pseudònims. S'han venut més de 500 milions d'exemplars dels seus llibres.
Simenon va néixer a la Rue Léopold a Lieja. Va ser el primer fill de Désiré Simenon, comptable d'una oficina d'assegurances, i d'Henriette, mestressa. El 1905, la família es va mudar a la Rue Pasteur (actualment la Rue Georges Simenon) al barri d'Outremeuse. Trobem la història del seu naixement al començament de la seva novel·la Pedigree.
La família Simenon era originària del Limburg belga, una regió de terres baixes properes al riu Mosa, cruïlla entre Flandes, Alemanya i els Països Baixos. La família de sa mare era també originària de Limburg, però del costat neerlandès, regió plana de terres humides i de boires, de canals i de granges. Sa mare descendia de Gabriel Brühl, camperol i criminal de la banda dels bokkenrijders que va assotar Limburg des de 1726, desvalisant granges i esglésies sota el règim austríac, i que va acabar penjat al setembre de 1743 al patíbul de Waubach. Aquesta ascendència explica potser el particular interès del comissari Maigret per les gents senzilles convertides en assassins.

### La seva joventut a Lieja

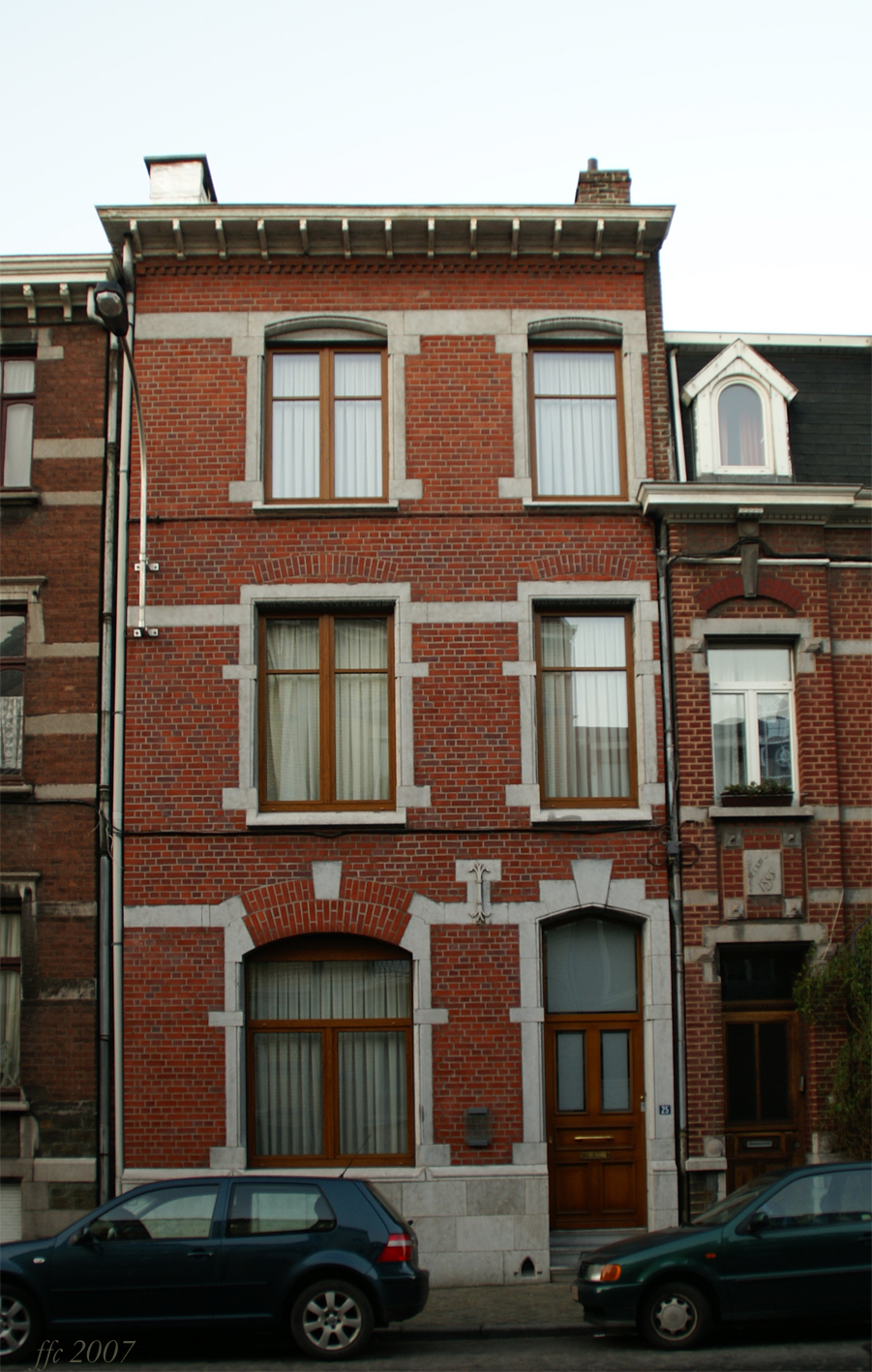
Casa a Lieja on la família Simenon s'estava de 1905 a 1911 al segon pis. Es troba al carrer rue Pasteur, que va rebatejar-se rue Simenon

Al setembre de 1906 va néixer el seu germà Christian, que serà el fill preferit dels seus pares, un fet que va marcar profundament Georges. Va aprendre a llegir i a escriure als tres anys a l'Escola Sainte-Julienne per a pàrvuls. El 1908 començà els seus estudis primaris a l'Institut Saint-André, on sempre va situar-se entre els tres primers de la seva classe, durant els sis anys que hi va passar.
El 1911, la família va deixar el pis de la rue Pasteur i va instal·lar-se en una casa més gran a la rue de la Loi, on la seva mare llogarà habitacions a estudiants o passants de diversos orígens (russos, polonesos, jueus o belgues). Això va ser per al jove Georges una obertura al món extraordinària.
El 1914, va entrar al col·legi jesuïta de Saint-Louis. A l'estiu de 1915, a l'edat de dotze anys, va tenir la seva primera experiència sexual amb una noia de quinze anys, fet que serà per a ell una revelació, completament oposada a l'adoctrinament de castedat impartit pels pares jesuïtes. Simenon prefereix, d'altra banda, ingressar al col·legi bisbal Saint-Servais especialitzat en ciències i en lletres. Va estudiar-hi els tres anys escolars següents. No obstant això, el futur escriptor va ser sempre relegat pels seus companys més adinerats; si en el col·legi dels jesuïtes Simenon es va allunyar de la religió, en el col·legi Saint-Servais, va trobar suficients raons per odiar els rics que li van fer sentir la seva inferioritat social.
Al juny de 1918, en prendre com a pretext els problemes cardíacs del seu pare, va decidir a abandonar definitivament els estudis, sense participar en els exàmens finals. Se succeïxen una sèrie de feines ocasionals sense futur (aprenent de forner, encarregat de biblioteca).
El gener de 1919, va trobar-se en conflicte obert amb sa mare i va debutar com a reporter al diari La Gazette de Liège. Aquesta etapa periodística va ser per al jove Simenon, a l'edat de setze anys, una experiència extraordinària que va donar-li oportunitats per conèixer els amagatalls d'una gran ciutat, tant de la política com de la criminalitat; així mateix, va poder endinsar-se en la vida nocturna, va conèixer els ambients marginals i va aprendre a redactar de manera eficaç. Va escriure més de 150 articles sota el pseudònim G. Sim. Durant aquest període, es va interessar particularment en les investigacions policials i va assistir a conferències sobre el mètode policíac científic impartides pel criminalista francès Edmond Locard.
El 1919 Simenon va redactar la seva primera novel·la, Au pont des Arches, publicada el 1921 sota el seu pseudònim de periodista. A partir de novembre de 1919, va també publicar les primeres de les seves 800 columnes humorístiques, sota el pseudònim de Monsieur Le Coq (fins al desembre de 1922). Durant aquest període, aprofundeix el seu coneixement de l'ambient nocturn, de les prostitutes i de les borratxeres. Als seus recorreguts, va trobar anarquistes, artistes bohemis, criminals i assassins. També va freqüentar un grup artístic, denominat "La Caque", on va conèixer una estudiant de belles arts, Régine Renchon, amb la qual es casarà al març de 1923.

### Simenon a París
Després de la mort de son pare, el 1922, va fugir de Lieja i va instal·lar-se a París amb Régine Renchon. A París Simenon va dur una vida d'artista. Va descobrir aquella gran capital i va aprendre a estimar-la pels seus deliris, els seus desordres i les seves delícies. Va freqüentar els seus cafès, els seus comerciants de carbó, les seves pensions, els seus hotels lamentables, les seves fàbriques de cervesa i els seus restaurantets. Va començar a escriure sota diferents pseudònims i la seva creativitat li va assegurar un èxit financer immediat.
El 1928, va fer un llarg viatge en gavarra que aprofitarà per als seus reportatges. D'aquesta manera, va iniciar-se en el mar i la navegació, que serà una constant al llarg de tota la seva vida. El 1929, Simenon va emprendre un viatge pels canals de França i va fer construir un vaixell l'Ostrogoth, en el qual viurà fins a 1931. El 1930, en una sèrie de novel·les curtes escrites per a Détective per encàrrec de Joseph Kessel, va estrenar el personatge del comissari Maigret. El 1932, Simenon va fer uns viatges que van inspirar reportatges sobre Àfrica, Europa oriental, la Unió Soviètica i Turquia. Després d'una llarga travessia per la Mediterrània, va embarcar-se en un viatge al voltant del món entre 1934 i 1935. En les seves escales va redactar reportatges, s'entrevistà amb nombrosos personatges i va prendre moltes fotografies. Va aprofitar també per a fruir amb les dones de totes les latituds.

### Simenon i la regió de La Rochelle
En l'obra de Simenon, trenta-quatre novel·les i novel·les curtes se situen o evoquen la ciutat de La Rochelle.
Simenon va descobrir La Rochelle el 1927 de camí de les seves vacances a l'illa d'Aix, quan fugia de la perillosa atracció de Joséphine Baker, de la qual era amant. En aquest any va descobrir també la passió pel mar i és en el decurs d'una travessia amb vaixell que va desembarcar als molls de La Rochelle per prendre un glop al cafè de la Paix que després esdevindrà el seu quarter general i escenari central de la seva novel·la Le Testament Donnadieu. És en aquest cafè on, en assabentar-se de la declaració de guerra el 1939, va demanar una ampolla de xampany i va dir: Almenys així estarem segurs que aquesta no la beuran els alemanys!.
Va instal·lar-se a La Rochelle, on nasqué el seu primer fill.

### Simenon després de la guerra
Simenon va passar la guerra a la Vendée i es va escriure sovint amb André Gide. El 1945, en finalitzar la guerra, es va traslladar als Estats Units, a Connecticut i recorrerà durant deu anys aquest continent immens, per tal de sadollar la seva curiositat i el seu apetit per la vida. Durant aquests anys nord-americans va visitar Nova York, Florida, Arizona, Califòrnia i tota la costa est, milers de motels, de rutes i de paisatges grandiosos. Descobrirà els nous mètodes de la policia i de la justícia i coneixerà la seva segona esposa, la canadenca Denise Ouimet, 17 anys més jove que ell. Simenon viurà amb ella una relació apassionada de sexe, de gelosia i de disputes alcohòliques.
El 1952, és rebut a l'Académie royale de langue et de littérature françaises de Belgique. Va tornar definitivament a Europa el 1955. Després d'un període animat a la costa Blava, on va tractar amb la jet-set, va instal·lar-se a Lausana (Suïssa).
El 1972, va renunciar a la novel·la, però sense deixar l'escriptura i l'exploració dels meandres de l'esperit humà, en començar per ell mateix, una llarga autobiografia de 21 volums, dictada al seu petit magnetòfon.
El suïcidi de la seva filla Marie-Jo va endolar els seus últims anys.

## Obres

### Obres protagonitzades per Maigret
- Pietr-le-Letton (1931) – Pietr el letó (Columna, 1992)
- Le charretier de la Providence (1931) – El carreter de La Providència (Edicions 62, 1965)
- M. Gallet décédé (1931)
- Le pendu de Saint-Pholien (1931) – El penjat de Saint-Pholien (Edicions 62, 1964)
- La tête d'un homme (L'homme de la Tour Eiffel) (1931) – La pell d'un home (Edicions 62, 1964)
- Le chien jaune (1932) – El gos groc (Edicions 62, 1967); El gos groc (Quaderns Crema, 2012)
- La nuit du carrefour (1931) – La nit de la cruïlla (Edicions 62, 1966)
- Un crime en Hollande (1931) – Un crim a Holanda (Columna, 1996)
- Au rendez-vous des Terre-Neuves (1931)
- La danseuse du Gai-Moulin (1931)
- La guinguette à deux sous (1932)
- L'ombre chinoise (1932) – L'ombra xinesa (Edicions 62, 1967)
- L'affaire Saint-Fiacre (1932)
- Chez les Flamands (1932)
- Le port des brumes (1932) – El port de les boires (Edicions 62, 1972)
- Le fou de Bergerac (1932) – El boig de Bergerac (Àrea, 1989)
- L'écluse no. 1 (1933)
- Maigret (1934)
- Liberty Bar (1937) – Liberty Bar (Edicions 62, 1965)
- Une erreur de Maigret (1938)
- L'amoureux de Madame Maigret (1938)
- Stan le tueur (1938)
- L'Auberge aux noyés (1938)
- La péniche aux deux pendus (1938)
- L'affaire du Boulevard Beaumarchais (1938)
- La fenêtre ouverte (1938)
- Monsieur Lundi (1938)
- Jeumont, 51 minutes d'arrêt (1938)
- Les larmes de bougie (1938)
- Rue Pigalle (1938)
- La vieille dame de Bayeux (1938)
- L'Étoile du Nord (1938)
- Tempête sur la Manche (1938)
- Mademoiselle Berthe et son amant (1938)
- L'improbable Monsieur Owen (1938)
- Ceux du Grand Café (1938)
- Le notaire du Châteauneuf (1938)
- L'Homme dans la rue (1939)
- Vente à la bougie (1939)
- La maison du juge (1940)
- Les caves du Majestic (1942)
- Cécile est morte (1942)
- Menaces de mort (1942)
- Signé Picpus (1944) – Signat Picpus (Edicions 62, 1968)
- Félicie est là (1944)
- L'Inspecteur Cadavre (1944)
- La pipe de Maigret (juny del 1945)
- Maigret se fâche (agost del 1945
- Le témoinage de l'enfant de chœur (1946)
- Maigret à New York (març del 1946)
- Le client le plus obstiné du monde (maig del 1946)
- Maigret et l'inspecteur malgracieux (maig del 1946)
- On ne tue pas les pauvres types (agost del 1946)
- Sous peine de mort (novembre del 1946)
- Les vacances de Maigret (novembre del 1947) – Les vacances de Maigret (Columna, 1996)
- Maigret et son mort (gener del 1948) – Maigret i el seu mort (Àrea, 1990)
- La première enquête de Maigret, 1913 (octubre del 1948)
- Mon ami Maigret (febrer del 1949)
- Maigret chez le coroner (juliol del 1949)
- L'amie de Mme Maigret (desembre del 1949)
- Un Noël de Maigret (maig del 1950)
- Les mémoires de Maigret (setembre del 1950) – Les memòries de Maigret (Columna, 2004)
- Maigret et la vieille dame (desembre del 1950)
- Maigret au «Picratt's» (desembre del 1950)
- Maigret en meublé (febrer del 1951)
- Maigret et la grande perche (maig del 1951)
- Maigret, Lognon et les gangsters (setembre del 1951) – Maigret, Lognon i els gàngsters (Àrea, 1989)
- Le revolver de Maigret (juny del 1952)
- Maigret et l'homme du banc (1953) – Maigret i l'home del banc (Àrea, 1989)
- Maigret a peur (març del 1953)
- Maigret se trompe (agost del 1953)
- Maigret à l'école (desembre del 1953) – Maigret a l'escola (Àrea, 1990)
- Maigret et la jeune morte (gener del 1954)
- Maigret chez le ministre (agost del 1954) – Maigret i el ministre (Bromera, 1989)
- Maigret et le corps sans tête (gener del 1955)
- Maigret tend un piège (juliol del 1955)
- Un échec de Maigret (març del 1955)
- Maigret s'amuse (setembre del 1956) – Maigret es diverteix (Àrea, 1990)
- Maigret voyage (agost del 1957)
- Les scrupules de Maigret (desembre del 1957)
- Maigret et les témoins récalcitrants (octubre del 1958)
- Une confidence de Maigret (maig del 1959)
- Maigret aux assises (novembre del 1959)
- Maigret et les vieillards (juny del 1960)
- Maigret et le voleur paresseux (gener del 1961) – Maigret i el lladre mandrós (Àrea, 1988)
- Maigret et les braves gens (setembre del 1961)
- Maigret et le client du samedi (febrer del 1962) – Maigret i el client del dissabte (Edicions 62, 1968)
- Maigret et le clochard (maig del 1962) – Maigret i el vagabund (Àrea, 1988)
- La colère de Maigret (juny del 1962)
- Maigret et le fantôme (juny del 1963) – Maigret i el fantasma (Àrea, 1990)
- Maigret se défend (juliol del 1964) – Maigret es defensa (Àrea, 1989)
- La patience de Maigret (març del 1965)
- Maigret et l'affaire Nahour (febrer del 1966)
- Le voleur de Maigret (novembre del 1966)
- Maigret à Vichy (setembre del 1967)
- Maigret hésite (gener del 1968)
- L'ami d'enfance de Maigret (juny del 1968)
- Maigret et le tueur (abril del 1969)
- Maigret et le marchand de vin (setembre del 1969) – Maigret i el comerciant de vins (Àrea, 1989)
- La folle de Maigret (maig del 1970)
- Maigret et l'homme tout seul (febrer del 1971)
- Maigret et l'indicateur (juny del 1971)
- Maigret et Monsieur Charles (febrer del 1972)

### Obres sense la presència de Maigret
- Le relais d'Alsace (juliol del 1931) – L'hostal d'Alsàcia (Edicions 62, 1970)
- Les fiançailles de M. Hire (1933)
- Le coup de lune ((1933)
- L'assassin (1935)
- 45° à l'ombre (1936)
- La mauvaise étoile (1936) –recull de narracions
- Le testament Donadieu (1937)
- L'homme qui regardait passer les trains (1938) – L'home que mirava passar els trens (Edicions 62, 1964)
- La Marie du port (1938)
- Le bourgmestre de Furnes (1938)
- La veuve Couderc (1940)
- La vérité sur Bébé Donge (1940)
- Les rapports du gendarme (1941)
- Le voyageur de la Toussaint (1941)
- Pedigree (1943)
- L'aîné des Ferchaux (1943)
- La révolte du Canari (1944)
- Le deuil de Fonsine (janvier 1945)
- Madame Quatre et ses enfants (gener del 1945)
- Le Cercle des Mahé (1945)
- Trois chambres à Manhattan (1946)
- Un certain monsieur Berquin (agost del 1946)
- L'escale de Buenaventura (agost del 1946)
- Les petits cochons sans queue (novembre del 1946)
- Le petit restaurant des Ternes (gener del 1947)
- Le petit tailleur et le chapelier (març del 1947)
- La neige était sale (1948) – La neu era bruta (Àrea, 1990; Quaderns Crema, 2014)
- Le fond de la bouteille (1949) – El fons de l'ampolla (Edicions 62, 2003)
- Les fantômes du chapelier (1949) – Els fantasmes del barretaire (Àrea, 1990)
- Le temps d'Anaïs (1950) – Anaïs (Àrea, 1988)
- Les volets verts (1950)
- Sept petites croix dans un carnet (setembre del 1950) – Set creus en un quadern (Columna, 1991)
- La mort de Belle (1951)
- Antoine et Julie (1952)
- Le grand lot (1953)
- Le grand Bob (1954)
- Le passage de la ligne (1958)
- Dimanche (1958)
- La vieille (1959)
- Betty (1960) - adaptada al cinema
- Le train (1961)
- Les anneaux de Bicêtre (1962)
- Le petit saint (1964)
- La chambre bleue (1964)
- Le train de Venise (1965)
- La mort d'Auguste (1966)
- Le chat (El gat) (1966) - El gat (Quaderns Crema, 2012)
- Le riche homme (1970)
- Quand j'étais vieux (1970)
- Lettre à ma mère (1974)
- L'homme de Londres (1976) – L'home de Londres (Edicions 62, 1967)